# 流局
流局（另稱荒牌、黃莊或臭莊），麻將術語，指牌局結束時無人胡牌。

## 荒牌的規則
每次牌局下牌牆（未摸的牌）只剩7墩（14張）的情況下，必須留下而不能繼續摸，若每多槓一次則多留一張。這種情況下如果無人胡牌，就需要重新開始一輪牌局，莊家適採用規則決定是否連莊。

## 日本麻將的流局

### 通常情況下的流局
當除了14張王牌以外的所有牌都已經被摸打完，而又沒有人和牌的情況下，即構成，也被簡稱為荒牌。不過在發生流局滿貫的情況下一般不認為是荒牌而是當作自摸和牌處理。

### 中途流局
在中途若是達成某些條件，直接該局流局。此時不計算未聽牌的罰符，並且下局直接親家連莊。

#### 九種九牌
九種九牌，又稱為九種么九牌倒牌。是親家或子家摸到第一張自摸牌時，手牌有九種（含）以上不同的么九牌。和雙立直、地和……等一樣，在第一次摸牌之前，有吃、碰、槓發生的話就不成立。
九種九牌並非強制流局，該玩家有選擇流局與否的權利。因此有部分的麻將玩家拿到九種九牌不會直接倒牌，而是直接湊成國士無雙或做流局滿貫。
也有部分子家會利用九種九牌用來阻擋其他家的雙立直聽牌。

#### 四風連打（四人歸西）
親家和子家的第一張捨牌均為相同風牌（僅東、南、西、北）時成立。在第一巡若有任何人鸣牌则不成立。
起源來自某些麻將規則裡西風連打（一路歸西）的規則，若是四家都打出的話，會被稱做「四歸西」，而「歸西」就是「上西天」的意思，而「上西天」也有著「送死」的意思，若是四個玩家皆打出，對於相信兆頭的玩家來說，為了避免壞兆頭通常會直接流局重洗，後來就衍生成了四風連打的規則。
在日本麻將裡，則是被日本人解釋成「四」與「死」是同音的，認為「四風連打」聽起來就像是「死風連打」，所以也同樣會因為觸楣頭而直接流局。
假如在未有鸣牌的第一巡，四家同时切出同一种风牌宣布立直，视为四风连打流局而非四家立直，不向北家收取立直点棒。
四風連打通常出現在西家或北家手牌不好，又剛好形成條件讓流局條件成立時，順水推舟打出一樣的風牌。此外，雖然在牌桌上不太常見，但有時四風連打也會被北家利用拿來阻斷前三家的雙立直聽牌。

#### 四開槓
又稱四槓散了、四槓流局，指同一局若有兩名（含）以上的玩家進行過槓，並且槓的次數為四次時成立（由於嶺上牌只有四張，所以一局最多只能槓四次。而若由同一名玩家進行四次槓，則算作四槓子不流局）。
有幾種情況及時有過四次槓依然不算四槓散了：
- 第四次槓後直接嶺上開花自摸。
- 第四次槓時被搶槓。
- 第四次槓完打出的牌使任意一家荣和。

#### 四家立直
四名玩家均進行立直時成立，但若是最後一名玩家進行立直時的捨牌放槍的話則不成立。
對於講究技巧的日本麻將，若是四家都立直就變成了只能摸打的狀態，換言之，就是想要和牌只能靠運氣，再加上與四風連打的原因相同，四家立直聽起來就像「死家立直」，一般來說遇見這種情況都會直接強制流局。
部分地區以及部分的日本麻將網路遊戲沒有四家立直的規則，在無此規則下，若四名玩家均進行立直該局繼續進行。四家立直成立後，流局後四名玩家皆應展示手牌。如果有玩家存在虛假立直，則按犯規處理。

#### 三家和了
又稱一炮三響，某一玩家的捨牌被其他三名玩家和牌時成立。不過有很多地方沒有採用一炮三響流局不計的規則，此時視為一般胡牌（放銃）處理。若有截胡（頭跳ね）的規則按截胡規則處理；若沒有頭跳規則，則三名玩家均能和牌，此時又被稱之為。

## 引用來源
1. ↑  流局 03・四風連打[]
2. ↑  菊池寛『麻雀大講座　入門編』(1930年)p111。川崎備寛『最新麻雀入門』(1950年)p72。
3. ↑  杉浦末郎『麻雀の戦術』(1929年)p196。
4. ↑  井出洋介監修『麻雀新報知ルール』（1997年） p138-p139。如果玩家出了雙立直的話，立直的點棒會當作供托。